# Outlook Web Access
Ne doit pas être confondu avec Outlook.com.

Logo de Outlook

 Outlook Web App (anciennement Outlook Web Access) est un logiciel professionnel de messagerie web créé par Microsoft, et qui ressemble volontairement au logiciel Microsoft Outlook du même auteur. Il permet aux usagers de l'organisation d'accéder à leur courrier électronique à l'aide d'un navigateur web, en évitant la procédure préalable d'installation requise par Microsoft Outlook.
Il est commercialisé au sein d'Office 365, de Microsoft Exchange Server ou d'Exchange Online.

## Historique
Outlook Web Access est créé en 1995 par Thom McCann, au sein de l'équipe Exchange Server chez Microsoft. La première version est commercialisée en 1997, au sein de Microsoft Exchange Server 5.0.